# Heeresbergführer

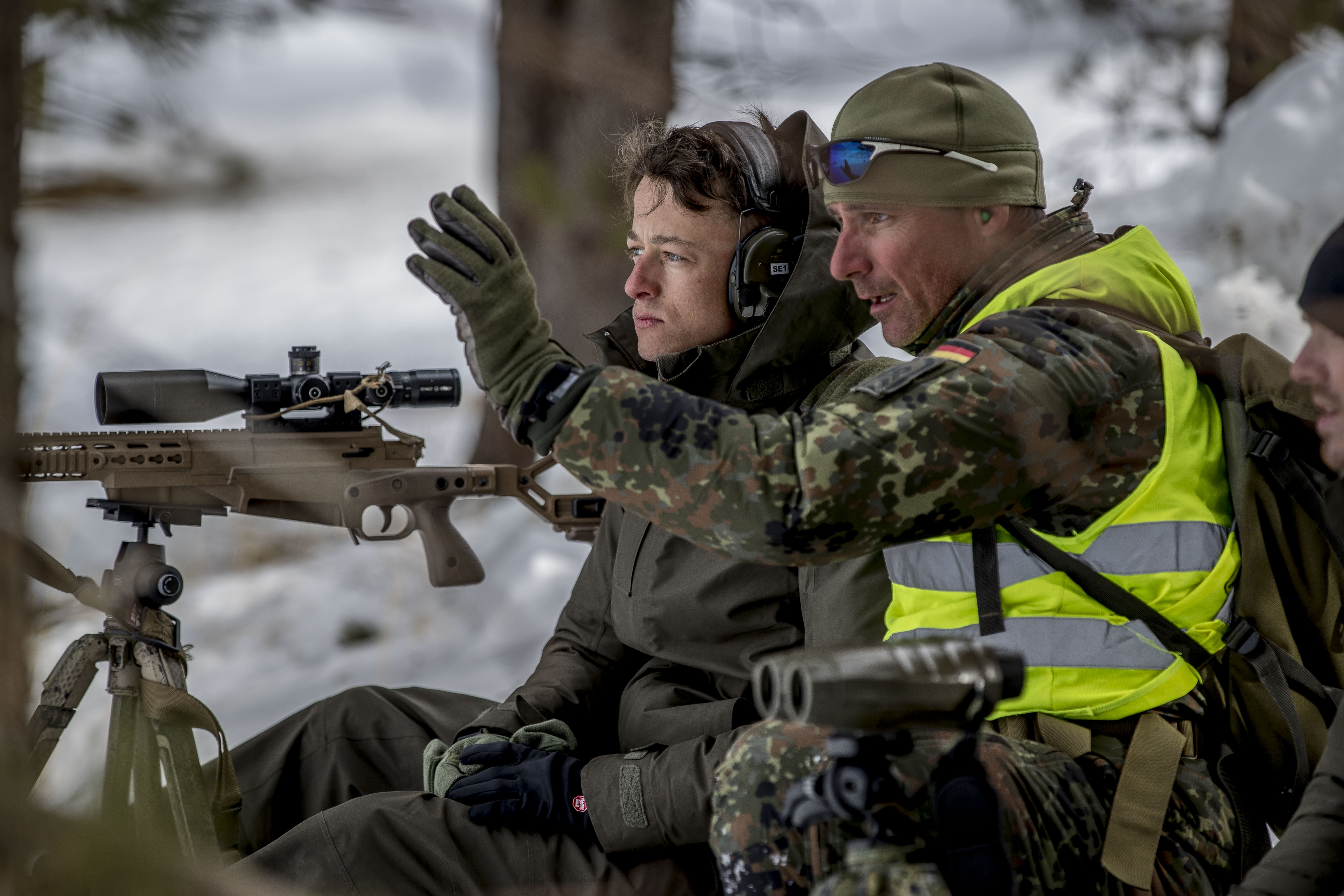
Heeresbergführer der deutschen Bundeswehr (rechts) beim Schießtraining mit Scharfschützen der niederländischen Streitkräfte

Heeresbergführer-Abzeichen der Bundeswehr

Heeresbergführer-Abzeichen der Reichswehr und der Gebirgstruppe der Wehrmacht

Heeresbergführer-Abzeichen des österreichischen Bundesheeres

Ein Heeresbergführer ist ein Soldat, der speziell für den Einsatz als Bergführer im Heer geschult ist. Unter dieser Bezeichnung gibt es ihn in der Bundeswehr der Bundesrepublik Deutschland und im Bundesheer Österreichs. Vergleichbar sind in der Schweiz der Gebirgsspezialist, in Frankreich der Guide de haute montagne militaire und in Italien der Guida Alpina Militare.

## Geschichte
Österreich führte ab 1906 die militärische Bergführerausbildung ein, vor allem für Angehörige der Bergführerkompanien, deren militärisches Grundwissen in einem dreimonatigen Alpinlehrgang erweitert wurde. Nach dem Ersten Weltkrieg wurde in der Armee der 1. Republik Österreich das Heeresbergführerabzeichen geschaffen, das auch heute noch im Bundesheer getragen wird.
Deutschland begann erst 1930/31 mit der Heeresbergführerausbildung. 1931 waren 22 Offiziere, Unteroffiziere und Mannschaften Teilnehmer am ersten Lehrgang und erhielten das Heeresbergführerabzeichen der Reichswehr. Dieses Abzeichen wurde von der Wehrmacht beibehalten. Der erste Heeresbergführerlehrgang der Bundeswehr mit 13 Offizieren und Unteroffizieren wurde 1958/1959 an der Gebirgs- und Winterkampfschule in Mittenwald-Luttensee durchgeführt. Den Teilnehmern wurde das vom Führungsstab des Heeres neu geschaffene Heeresbergführerabzeichen überreicht.

## Deutschland
In Deutschland sind Heeresbergführer speziell geschulte Soldaten, vornehmlich der Gebirgstruppe, aber auch anderer Truppenteile der Bundeswehr, die gegebenenfalls Aufträge im Gebirge oder unter winterlichen Bedingungen erfüllen müssen.
Wie schon in der Wehrmacht ist auch in der Bundeswehr der Erwerb der Qualifikation eines Heeresbergführers begehrt und diese Qualifikationsstufe mit hohem Ansehen verbunden.
Heeresbergführer kann werden, wer als Soldat auf Zeit oder Berufssoldat der Laufbahngruppe der Offiziere oder Unteroffiziere mit Portepee angehört. Skiläuferisches Können, gute körperliche Leistungsfähigkeit und die Beherrschung des vierten Schwierigkeitsgrades im Vorstieg und im alpinen Felsgelände unter allen Witterungsbedingungen sind Voraussetzungen für die Ausbildung zum Heeresbergführer.
Seit 1958 haben mehr als 400 Soldaten die Ausbildung zum Heeresbergführer durchlaufen. Aktuell sind etwa 80 Heeresbergführer in der Gebirgsjägerbrigade 23 tätig.

## Aufgaben
- Beratung der Kommandeure und Einheitsführer bei der Planung und Durchführung des Dienstes im Gebirge
- Ausbildung der Soldaten für den Dienst im Gebirge
- Leitender und Durchführender bei Einsätzen im schwierigen Gebirgsgelände und bei Bergrettungseinsätzen
- Berater und Betreuer der Soldaten bei außerdienstlichen Bergtouren
- Mitwirkung bei der Auswahl und Ausbildung des Heeresbergführer-Nachwuchses

## Ausbildung
Vor der Zulassung zum Heeresbergführerlehrgang ist ein Anwärterprogramm zu absolvieren, das  eine möglichst einheitliche Vorausbildung gewährleisten soll. Über die Teilnahme an dem Anwärterprogramm entscheidet der Disziplinarvorgesetzte des Bewerbers.
In den Jahren 2015 bis 2024 wurde die Ausbildung der deutschen und österreichischen Heeresbergführer gemeinsam mit wechselndem Standort durchgeführt. Den Lehrgang 2015/2016 übernahm die Gebirgs- und Winterkampfschule in Mittenwald. Der Lehrgang 2016/2017 begann Anfang Juni 2016 am Gebirgskampfzentrum Saalfelden. Seit dem Sommer 2024 erfolgt die Ausbildung wieder getrennt und in nationaler Verantwortung.
Die zweimal vier Monate dauernde Ausbildung zum Heeresbergführer erfolgt an der Gebirgs- und Winterkampfschule in Mittenwald. Der Sommerteil der Ausbildung umfasst
- ein Ausbildungsbiwak mit Theorie und Praxis im Klettern,
- Sanitätsausbildung,
- Meteorologie,
- Führungstechnik,
- Orientierung im Gebirge,
- Material- und Sicherungskunde,
- Bergrettung (u. a. auch mit Hubschrauber).

Der angehende Heeresbergführer nimmt an mehrwöchigen Führungstouren in den Westalpen, dem Mont-Blanc-Gebiet und den Dolomiten teil. Im Winterteil folgt eine Ausbildung zum DSV-Instructor. Zum Pflichtprogramm gehören dabei Lawinenkunde, Schneekunde und ein Lehrgang für Lawinensprengung.
Nicht selten verfügen Heeresbergführer auch über eine Ausbildung zum Fallschirmspringer auch im Freifall. Mindestens fünf jährliche Pflichttouren im Sommer und im Winter sind innerhalb von zwölf Jahren Voraussetzung für die Erhaltung der Heeresbergführereigenschaft.
Für die Aufgabenerfüllung sieht die Bundesbesoldungsordnung eine Erschwerniszulage von monatlich 150,00 Euro vor.

## Dokumentation
- Die Heeresbergführer, Serie, Deutschland 2018, 4 Episoden, Heiko Sedlak, Crafted Media, Content Factory, WELT (Video bei YouTube).